# Pseudorotació

Pseudorotació de Berry del pentafluorur de fòsfor PF5.

Una pseudorotació és una estereoisomerització resultant en una estructura que sembla haver estat produïda per la rotació de tota la molècula inicial i que és superposable a la inicial, tret que es distingeixin diferents posicions per substitució, inclosa la substitució isotòpica.
Un exemple de pseudorotació és una interconversió entre els molts confórmers d'embolcall i torsió d'un ciclopentà a causa del moviment fora del pla dels àtoms de carboni. Un altre exemple és la pseudorotació de Berry, una reordenació politòpica que proporciona un mecanisme intramolecular per a la isomerització de compostos bipiramidals trigonals. Dos enllaços equatorials se separen i es converteixen en enllaços apicals al mateix temps que els enllaços apicals es mouen junts per convertir-se en equatorials.